# Charles Virmaître
Charles Virmaître, né le 14 janvier 1835 à Paris 6e et mort le 15 mars 1903 à Paris 10e, est un historien, lexicographe et journaliste français. 
Il s'intéresse essentiellement à Paris, et aux mœurs et à la prostitution de la capitale. Il est également l'auteur du Dictionnaire d'argot fin de siècle, publié en 1894.

## Biographie
Charles Virmaître est le fils du journaliste Claude Virmaître (1806?-1854), qui a notamment été rédacteur au journal Le Corsaire, où il travailla lui-même également.
Il précise lui-même : « Je fais du document et non de la critique, de l'histoire et non de la théorie. »
Il fut le secrétaire d'Émile de Girardin. Il eut à Montmartre un cabaret littéraire.

En 2014, Sandrine Fillipetti, dans la préface d'une anthologie consacrée à Charles Virmaître, Portraits pittoresques de Paris : anthologie, 1867-1893, publiée aux éditions Omnibus, écrit : 

« Il fut plus attentif encore que d’autres à « pénétrer dans
la partie interdite au public », à entrer à la fois dans les coulisses de la grande presse et des feuilles éphémères, des cabarets excentriques et des bouis-bouis, des prisons et des maisons de tolérance, des bals et des tripots obscurs, esquissant d’après nature, renseignant sur un Paris populaire sans doute plus authentique que celui des grands bourgeois. »

Veuf depuis 3 ans, selon sa nécrologie de 1903 : « il s'était mis à boire », et meurt dans la plus grande solitude à 68 ans, en mars 1903 à l'hôpital Lariboisière, à Paris.

## Ses travaux

### Journalisme
Il collabore à de nombreux journaux : Le Corsaire en 1851 et 1852, puis il est secrétaire de rédaction à La Liberté fondé par Émile de Girardin.
Il est éditeur scientifique du journal Le Monde pour rire en 1868, puis de l'hebdomadaire La Charge : journal satirique hebdomadaire, journal qui paraît entre 1870 et 1890, dont Alfred Le Petit est directeur de publication. Il participe également aux journaux Le Centre gauche ou au Salut.
Il est gérant et directeur de publication du journal L’Étoile,, publié entre 1874 et les années 1880, et gérant du journal La Confiance, en 1880.

### Paris, et les mœurs de la capitale

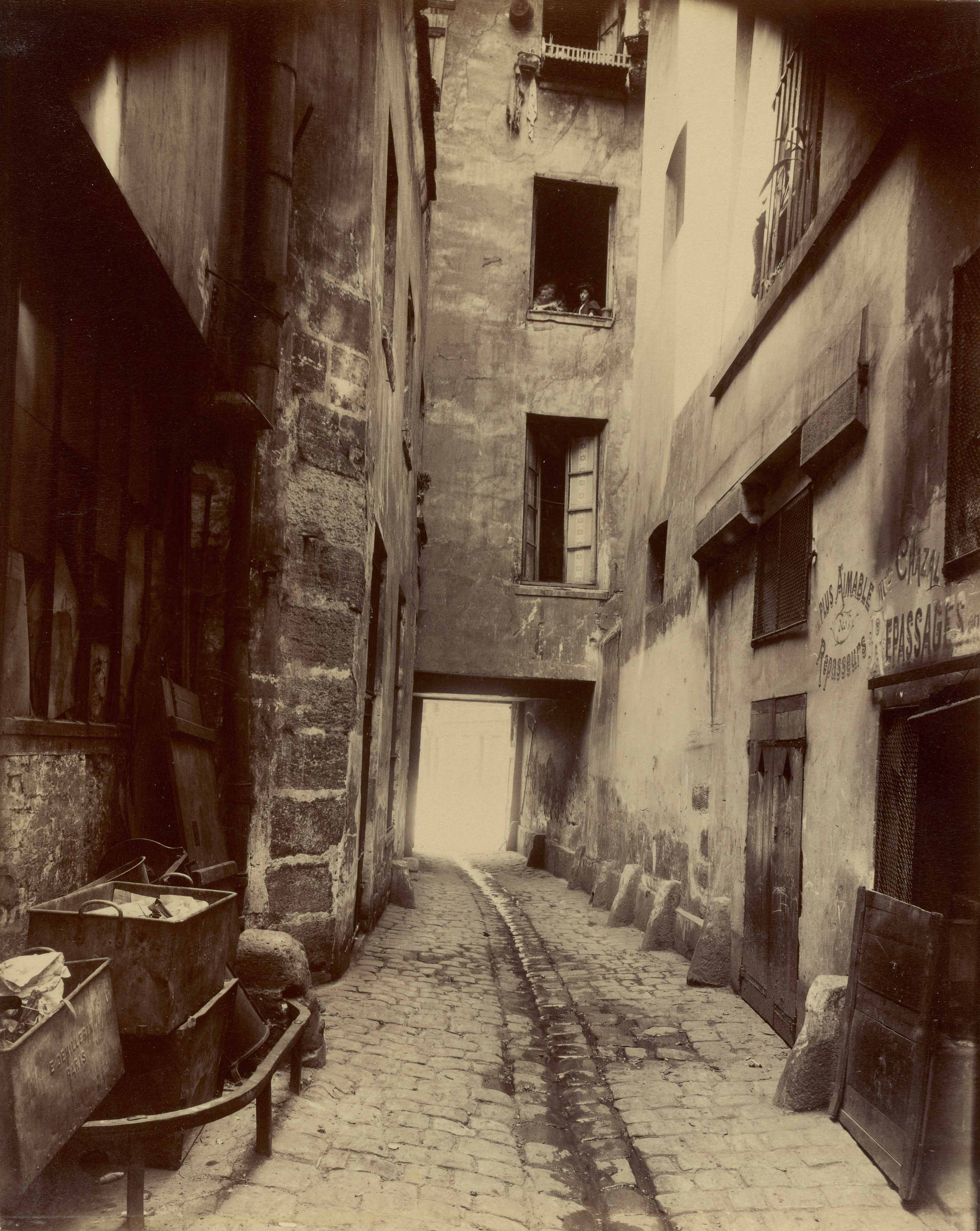
Paris, angle rue de Seine et Rue de l'Échaudé, photographié par Eugène Atget, fin XIXe - début XXe siècle.

Charles Virmaître a écrit un grand nombre d'ouvrages sur Paris : Les curiosités de Paris (1868), La Commune à Paris (1871), Paris oublié (1886), Paris-escarpe (1887), Paris qui s'efface (1887), Paris-boursicotier (1888), Paris canard, sur la presse parisienne (1888), Paris-Palette, sur l'art et la peinture parisienne (1888), Paris croque-mort sur les cimetières parisiens (1889), Paris-médaillé (1890), ou encore Paris historique (1896).
De la capitale, il s'intéresse également plus particulièrement à ses mœurs sexuelles, à la prostitution, aux maisons closes, et à leurs diverses réglementations et pénalisations. De nombreux ouvrages portent sur ces thèmes : Les virtuoses du trottoir (1868), Les maisons comiques ; détails intimes et inédits de la vie de célébrités artistiques (1868), Paris-police (1886),  Paris impur (illustrations de Louis Vallet) (1889),  Paris-galant (1890), Paris cocu (1890),  Paris documentaire : Trottoirs et lupanars (1893). Un de ses derniers ouvrages se penche sur une pratique plus extrême : la flagellation, dans son essai Les Flagellants et les flagellés de Paris (1902).

### Les jeux et l'argot
Charles Virmaître s'est penché sur le jeu et sa législation, dans deux ouvrages parus en 1872 : Les Jeux en France, leur législation, leur moralité, et Les jeux et les joueurs, préfacé par le vicomte Oscar de Poli.
En 1894 est publié son Dictionnaire d'argot fin de siècle, préfacé par Léo Trézenik, et l'année suivante, son Supplément au Dictionnaire d'argot fin-de-siècle.

## Ouvrages

### Publications originelles
- Les curiosités de Paris, préface de M. Xavier Eyma, P. Lebigre-Duquesne, 1868 [Disponible sur Gallica]
- Une tuile, J. Lecerf, 1868
- Les virtuoses du trottoir, P. Lebigre-Duquesne, 1868 [Disponible sur Google Books]
- Les maisons comiques ; détails intimes et inédits de la vie de célébrités artistiques, coécrit avec Élie Frébault, P. Lebigre-Duquesne, 1868 [Disponible sur Gallica]
- La Commune à Paris, Lacroix, Verboekchowen et Cie, 1871 [Disponible sur Gallica]
- 200 millions à la France : à Messieurs les membres de l'Assemblée nationale, Schiller, 1872  [Disponible sur Gallica]
- Les Jeux en France, leur législation, leur moralité, Schiller, 1872
- Les jeux et les joueurs, préface du vicomte Oscar de Poli, C. Schiller, 1872
- Aux Électeurs, 18??
- Le Conseil municipal de Mandres et l'indemnité de guerre, Schiller, 1873
- Les Sauterelles rouges, Tolmer et I. Joseph, 1877
- Paris oublié, E. Dentu, 1886 [Disponible sur Gallica]
- Paris-police, E. Dentu, 1886 [Disponible sur Gallica]
- Paris-escarpe, A. Savine, 1887 [Disponible sur Gallica]
- Paris qui s'efface, A. Savine, 1887 [Disponible sur Gallica]
- Paris-boursicotier, A. Savine, 1888 [Disponible sur Gallica]
- Paris canard, A. Savine, 1888  [Disponible sur Gallica]
- Paris-Palette, A. Savine, 1888  [Disponible sur Gallica] - ouvrage sur l'art et la peinture à Paris
- Paris croque-mort, coécrit avec Henry Buguet ; ill. par Alfred Choubrac, éd. C. Dalou, 1889 [Disponible sur Gallica] - ouvrage sur les cimetières parisiens
- Paris impur, illustrations de Louis Vallet, A. Dalou, 1889 [Disponible sur Gallica]
- Paris-médaillé, L. Genonceaux, 1890 [Disponible sur Gallica]
- Paris-galant, L. Genonceaux, 1890 [Disponible sur Gallica]
- Paris cocu, L. Genonceaux, 1890 [Disponible sur Gallica]
- Dictionnaire d'argot fin de siècle, préf. de Léo Trézenik, 1894 [Disponible sur Gallica]
- Supplément au Dictionnaire d'argot fin-de-siècle, A. Charles, 1895 [Disponible sur Gallica]
- Paris documentaire : Trottoirs et lupanars, Perrot, 1893 [Disponible sur Gallica]
- Paris historique, A. Charles, 1896 [Disponible sur Gallica]
- Mlles Saturne, préface de Clovis Hugues, A. Charles, sans date [1898]
- Les Flagellants et les flagellés de Paris, C. Carrington, 1902 [Disponible sur Wikisource]

Préfaces
- Jean-Baptiste Troppmann , Mémoires secrets de Troppmann : autographe et portrait : révélations nouvelles, A. Duquesne, 1870 [Disponible sur Gallica]
- Jehan Sarrazin, Les Contes du divan, éd. Sarrazin, 1891
- Jehan Sarrazin, Souvenirs de Montmartre et du Quartier-Latin, éd. Sarrazin, 1895 [Disponible sur Gallica]

### Années 2010

#### Rééditions et anthologies
- Portraits pittoresques de Paris : anthologie, 1867-1893, édition établie, préfacée et annotée par Sandrine Fillipetti, éditions Omnibus, 2014[5] - anthologie à partir de 12 de ses ouvrages sur Paris
- Paris impur, illustrations de Louis Vallet, éditions Abordables, 2015 - fac-similé de l'édition originale (sa seconde édition, de 1891)
- Dictionnaire d'argot du siècle et de langage populaire, illustrations de Creseveur (1965- ), Denis éditions, 2016
- Paris du vice et du crime, choix et présentation de Laurent Portes, Paris, Nouveau monde éditions, 2018

#### Vente aux enchères de ses ouvrages
En mars 2014, un lot de 19 de ses ouvrages originaux sur Paris est vendu aux enchères Drouot, pour 1600€ hors frais.